# Гофицький
Гофицький — хутір у Лабінському районі Краснодарського краю, у складі Отважненського сільського поселення.
Населення близько 1000 осіб.
Розташовано за 45 км південно-східніше Лабінська, на кордоні з Карачаєво-Черкесією. На правому березі Лаби́;. За 4 км на північний захід від хутора знаходиться станиця Каладжинська, за 10 км на південний схід розташована станиця Ахметовська, за 5 км на схід є станиця Отважна, за 2 км на південь станиця Чернореченська. З заходу хутір оточено широколистяним лісом, зі сходу горами, з півночі і півдня полями.
До Другої світової війни хутір звався Заболотний, на честь його першого мешканця, що переселився зі станиці Отважної.